# Transfer jądrowy
Transfer jądrowy, transplantacja jąder komórkowych (ang. nuclear transfer, NT) – technika używana w genetyce polegająca na przeniesieniu jądra komórki (dawcy) do oocytu uprzednio pozbawionego własnego jądra komórkowego (biorcy). Tak powstały zrekonstruowany zarodek uzyskuje potencjał do wytworzenia wszystkich typów komórek dorosłego organizmu.
W szerokim znaczeniu transfer jądrowy polega na przeniesieniu jądra komórkowego (a wraz z nim materiału genetycznego) z jednej komórki do drugiej, której własne jądro zostało usunięte lub dezaktywowane. Pod wpływem czynników zawartych w cytoplazmie komórki biorcy następuje zmiana ekspresji genów w jądrze komórki dawcy w związku z reprogramowaniem.
Technika transferu jądrowego stosowana jest do uzyskania klonów zwierząt, otrzymywania zwierząt transgenicznych, pozwala na wytwarzanie embrionalnych komórek macierzystych specyficznych dla danego pacjenta do zastosowania w medycynie regeneracyjnej, a ponadto daje możliwość zbadania komórkowych i molekularnych aspektów reprogramowania jądrowego. 

## Opis techniki

### Charakterystyka

Schemat klonowania

Transfer jądrowy polega na przeniesieniu jądra z całym jego materiałem genetycznym pochodzącego z jednej komórki do innej komórki (oocytu). Jądro używane w tej procedurze może pochodzić z niezróżnicowanej komórki embrionalnej lub dojrzałej, zróżnicowanej komórki (komórki somatycznej) – w tym drugim wypadku technika ta nazywana jest transferem jądrowym komórki somatycznej (SCNT – ang. somatic cell nuclear transfer). Wykorzystanie zarodkowych komórek macierzystych daje na ogół większe prawdopodobieństwo prawidłowego rozwoju zrekonstruowanego embrionu po transferze jądrowym. Jeśli używa się komórek somatycznych, różne rodzaje komórek mogą istotnie różnić się pod względem szans na powodzenie techniki.
Dojrzałe, zróżnicowane komórki zachowują całość informacji genetycznej pozwalającej potencjalnie na odtworzenie całego organizmu. Informacje te zawarte w DNA nie ulegają utracie podczas rozwoju komórki, zatem nie genetyczne, a epigenetyczne mechanizmy (niezwiązane ze zmianą sekwencji nukleotydów w DNA) utrzymują komórkę w stanie zróżnicowanym. Aby zmienić stan komórki na mniej zróżnicowany, na podobieństwo pluripotencjalnego embrionu, musi zajść reprogramowanie epigenetyczne cofające modyfikacje epigenetyczne wprowadzone podczas rozwoju komórki i jej różnicowania. Takie całkowite reprogramowanie może być zainicjowane podczas transferu jądrowego.
Technika transferu jądrowego jest kosztowna, pracochłonna i wymaga doświadczenia w mikromanipulacji. Jednocześnie jest mało wydajna – typowo około 20% sklonowanych embrionów daje użyteczne linie zarodkowych komórek macierzystych i tylko 1–5% sklonowanych embrionów wszczepionych matkom zastępczym rozwija się, dając żywotne i zdrowe potomstwo. W analizie przyczyn niskiej wydajności trudne do rozdzielenia są powody biologiczne i techniczne. Jedną z najważniejszych jest niekompletne lub nieprawidłowe reprogramowanie, co wiąże się z nieprawidłową ekspresją genów, zaburzeniami rozwojowymi na etapie przed implantacją, po implantacji, a nawet po urodzeniu.

### Etapy
Transfer jądrowy jest to skomplikowana, wieloetapowa technika składająca się z dojrzewania oocytów pod wpływem hormonów, pozbawiania ich jądra, przeniesienia do nich jądra komórkowego, aktywacji i kultury zarodków. Najczęściej stosowaną metodą usuwania jądra z komórki jest użycie mikromanipulatorów. Jedną pipetką komórka jest przytrzymywana, a druga jest wprowadzana do komórki i pobiera chromatynę. Komórki dawcy są hodowane in vitro i doprowadzane do odpowiedniej fazy cyklu komórkowego. Wprowadzenie jądra do komórki biorcy odbywa się poprzez mikroiniekcję lub fuzję membran. Metoda fuzji jest łatwiejsza i zdecydowanie bardziej rozpowszechniona. Wykorzystuje się w tym celu fuzjogenne właściwości cząstek wirusowych (wirus Sendai) lub impulsy elektryczne (tzw. elektrofuzja). Elektrofuzja jest metodą łatwiejszą i częściej stosowaną; powoduje ona elektroporację. Kiedy materiał genetyczny wniknie do oocytu, powstały w ten sposób zrekonstruowany embrion możne być aktywowany, aby rozpocząć jego podziały w kulturach in vitro. 
W naturze aktywacja rozwoju zarodkowego następuje, gdy wewnątrzkomórkowe oscylacje stężenia jonów Ca2+
 osiągną pewien poziom. Odbywa się to w wyniku zapłodnienia. Istnieją jednak sztuczne metody aktywacji rozwoju do zastosowania w warunkach laboratoryjnych wobec zrekonstruowanych embrionów jak zastosowanie impulsów elektrycznych, etanolu, jonomycyny, kalcymycyny, strontu, tiomersalu. 
Jeśli celem jest klonowanie reprodukcyjne lub otrzymanie genetycznie modyfikowanego zwierzęcia, embrion, który osiągnął stadium blastocysty jest wszczepiany matce zastępczej, aby doniosła ciążę. Prowadzenie kultur zrekonstruowanych embrionów in vitro przed tym etapem pozwala wyselekcjonować te rozwijające się prawidłowo. Zrekonstruowane zarodki mogą wykazywać inny metabolizm i wymagania względem warunków prowadzenia kultur in vitro w porównaniu z normalnymi embrionami. Matka zastępcza poddawana jest odpowiedniej terapii hormonalnej, aby zsynchronizować fazę cyklu rozrodczego z etapem rozwoju zarodka. W dniu wszczepienia zwierzę matka powinno być w rui. Przebieg takiej ciąży, jak również zwierzęta w okresie tuż po urodzeniu, zwłaszcza w przypadku zwierząt gospodarskich, są monitorowane przez lekarza weterynarii. Sklonowane zwierzęta mogą bowiem cierpieć na różne schorzenia wynikające z błędów epigenetycznych, spośród których najczęściej występują problemy z układem oddechowym. W przypadku zwierząt gospodarskich może mieć to mniejsze znaczenie, ponieważ potomstwo sklonowanych zwierząt nie wykazuje już nieprawidłowości wynikających z błędów epigenetycznych.

## Historia
Koncepcja transferu jądrowego została opracowana w 1928 przez niemieckiego embriologa Hansa Spemanna, który eksperymentował z przenoszeniem jąder komórek embrionalnych salamandry do komórek jajowych. W 1952 Robert Briggs i Thomas Joseph King opracowali technikę transplantacji jądrowej. Udało im się przenieść jądra z blastomerów (w stadium blastuli) żaby do oocytów pozbawionych własnego jądra, co doprowadziło do powstania normalnych embrionów. Było to pierwsze udane przeszczepienie jądra w przypadku organizmów wielokomórkowych i dowód, że jądra mogą być przeprogramowane, by wrócić do stanu zygotycznego. Później jednak odkryli, że im późniejszy etap rozwoju i bardziej zróżnicowana komórka z jądrem wykorzystywana jako dawca, tym mniejsza jest efektywność w tworzeniu embrionów (klonów).
Pod koniec lat 50. i na początku lat 60. John Gurdon przeniósł u żaby jądro pobrane z komórki nabłonka jelita do komórki oocytu bez własnego jądra. Z jaja rozwinęła się zdrowa kijanka. W ten sposób zostało udowodnione, że podczas różnicowania się komórek nie następuje utrata genów, tylko zmienia się ich ekspresja, a ponadto że jądra zróżnicowanych komórek zachowują swoją totipotencję.
Pierwsze próby sklonowania ssaka miały miejsce w 1975. Zastosowano mikroiniekcję oraz fuzję komórek moruli indukowanej wirusem z niezapłonionymi komórkami jajowymi królika. W obu przypadkach bruzdkowanie kończyło się na wczesnych etapach. Pierwsze ssacze klony uzyskano w 1986 w wyniku przeniesienia jąder z blastomeru (w stadium embrionu złożonego z 8 lub 16 komórek) owcy do pozbawionych własnych jąder oocytów. W podobny sposób sklonowano w 1987 krowę, w 1988 królika i 1989 świnię. W 1997 Keith Campbell, Ian Wilmut i współpracownicy ogłosili narodziny owcy Dolly – pierwszego ssaka sklonowanego z dojrzałej komórki somatycznej pobranej z gruczołu mlekowego dorosłego osobnika. 
Od czasu Dolly dokonano znaczącego postępu w technologii klonowania i poznaniu wymagań dla danego gatunku. Powstało wiele klonów innych zwierząt z wykorzystaniem jako dawcy zarówno komórek embrionalnych, jak i dojrzałych, zróżnicowanych. Mimo to nadal nieznane są dokładne mechanizmy tych procesów, a efektywność metody wciąż pozostaje bardzo niska. Przykładowo w przypadku owcy Dolly przeprowadzono 277 transferów jądrowych i fuzji, z czego rozwinęło się 29 zarodków wszczepionych 13 matkom zastępczym i tylko jedna ciąża zakończyła się udanym rozwiązaniem.

## Klonowanie zwierząt
Klonowanie ma na celu otrzymanie genetycznie identycznych kopii materiału biologicznego jak geny, komórki, tkanki lub całe organizmy. W naturze w świecie roślin i zwierząt klony powstają w wyniku rozmnażania bezpłciowego. Taki typ rozmnażania nie występuje naturalnie u ssaków, ale występują genetycznie identyczne organizmy – bliźnięta jednojajowe. 
Kwestię identyczności genetycznej komplikują mitochondria – półautonomiczne organella posiadające własny, mitochondrialny DNA. Poza pewnymi wyjątkami dziedziczone są po matce. W przypadku techniki SCNT zaobserwowano u powstałych embrionów zarówno homoplazmię (źródłem wszystkich mtDNA zarodka jest oocyt), jak i heteroplazmię (źródłem mtDNA zarodka jest zarówno oocyt, jak i komórka somatyczna). W przypadku iSCNT zwykle zachodzi heteroplazmia. W związku z tym, że powstałe w ten sposób zwierzę nie będzie miało identycznego mtDNA jak zwierzę, od którego pobrano komórkę somatyczną, to ściśle rzecz biorąc są identyczne genetycznie tylko pod względem DNA jądrowego. Tymczasem bliźnięta jednojajowe mają identyczny cały DNA, również mitochondrialny.
Klonowanie mające na celu uzyskanie kopii (pod względem genetycznym) pierwotnego organizmu nazywane bywa klonowaniem reprodukcyjnym. Klonowanie embrionów mające na celu pozyskanie tkanek identycznych względem dawcy w celu badań lub potencjalnie w celu leczenia chorób określa się klonowaniem terapeutycznym. W tym wypadku zrekonstruowanego embrionu nigdy nie wszczepia się do organizmu matki zastępczej.
Sklonowanie owcy Dolly udowodniło, że możliwe jest u ssaków cofnięcie dojrzałych, zróżnicowanych komórek somatycznych do stanu totipotencji. Wcześniej przypuszczano, że taka odwracalność procesu różnicowania komórek może być możliwa tylko u niższych kręgowców, nie ssaków. Mimo upływu czasu efektywność procesu klonowania zwierząt nadal pozostaje niska, co jest wynikiem niskiej efektywności reprogramowania jądra komórek somatycznych przez cytoplazmę oocytu. Nadal nieznane są dokładne mechanizmy tych procesów, ale kluczowe są zmiany w ekspresji określonych genów warunkujących pluripotencję (np. Oct-4, Nanog).
Często sugeruje się, że klon przy urodzeniu ma pod względem biologicznym taki wiek jak zwierzę dawca, od którego pobrana została komórka somatyczna użyta w SCNT. Pogląd ten pojawił się po badaniach ukazujących, że owca Dolly i inne sklonowane owce mają krótsze telomery niż inne owce w podobnym wieku i przekonanie to dodatkowo wzmocniło się po przedwczesnej śmierci Dolly. Tymczasem sklonowane bydło domowe i myszy wykazują telomery normalnej długości, co sugeruje że mechanizm odtwarzania telomerów może różnić się między gatunkami. Nie zaobserwowano przedwczesnego starzenia się u klonów powstałych w wyniku SCNT.

## Transfer jądrowy w otrzymywaniu zwierząt transgenicznych
Transfer jąder komórek somatycznych jest jedną z podstawowych metod otrzymywania zwierząt transgenicznych. Obok mikroiniekcji DNA do przedjądrzy jest najczęściej stosowaną techniką uzyskiwania modyfikacji genetycznych zwierząt domowych. Obie te metody są jednak mało wydajne, czasochłonne i drogie. Transfer jąder pozwala jednak na dokładne wyselekcjonowanie zmodyfikowanych komórek będących źródłem jądra komórkowego dla procesu oraz uniknięcie problemu mozaicyzmu. W przypadku mikroiniekcji transgen jest zwykle wbudowywany w losowe miejsce w genomie, co skutkuje bardzo różnym poziomem jego ekspresji oraz trudnością w pozyskaniu i wyselekcjonowaniu zwierzęcia o optymalnym poziomie tego parametru. Obecnie technika transferu jąder komórek somatycznych jest preferowana zwłaszcza w przypadku stosunkowo dużych zwierząt. Zwierzę rozwijające się ze zrekonstruowanego embrionu po transferze jąder w każdej swojej komórce zawiera transgen. Może on być następnie przekazywany potomstwu zgodnie z prawami Mendla. 

## Technika iSCNT
Międzygatunkowy transfer jądrowy komórki somatycznej (iSCNT – ang. interspecies somatic cell nuclear transfer) polega na przeniesieniu jądra komórki somatycznej (dawcy) pozyskanej od pewnego gatunku do komórki oocytu pozbawionego własnego jądra komórkowego (biorcy) pochodzącego od innego gatunku niż dawca. 
Technikę iSCNT stosuje się w celu badania interakcji między cytoplazmą a jądrem komórkowym i przez to wyjaśnienia ich roli podczas reprogramowania i rozwoju zarodka, a oprócz tego stosuje się ją do pozyskania klonów lub komórek macierzystych, kiedy nie ma dostępnych oocytów pochodzących od tego samego gatunku jak dawca. W ten sposób można zwiększyć populacje gatunków zagrożonych wyginięciem, a nawet przywrócić do życia wymarłe gatunki. Poza tym technika ta mogłaby wyeliminować potrzebę użycia ludzkich embrionów w technice SCNT. Wydajność klonowania iSCNT jest jednak jeszcze niższa niż w przypadku standardowego SCTN w związku z niekompletnym reprogramowaniem zróżnicowanych komórek. Ponadto wiąże się z możliwymi dodatkowymi przeszkodami – brakiem kompatybilności mitochondrialnego i genomowego DNA, trudnościami w aktywacji genomu zarodkowego, brakiem dostępności odpowiedniej matki zastępczej (w przypadku klonowania reprodukcyjnego). Dlatego też im bardziej spokrewnione są gatunki biorące udział w iSCNT, tym mniej notuje się nieudanych prób.
Pierwsze próby zastosowania techniki iSCNT miały miejsce w 1999, kiedy somatyczne komórki małpy, owcy, świni i szczura przeniesiono do bydlęcego oocytu. Powstałe embriony wykazywały różny stopień rozwoju, ale nie udało się doprowadzić do żadnej ciąży. Podejmowano kolejne próby iSCNT, gdzie dawca i biorca był innego gatunku (np. kura-królik, kot-królik, człowiek-królik, człowiek-owca, pies-świnia, tygrys-świnia, mysz-świnia, małpa-krowa), ale bardzo niewiele z tych embrionów osiągnęło stadium blastocysty. Potomstwo za pomocą metody iSCNT uzyskano jednak w przypadku blisko spokrewnionych zwierząt. Niedługo po narodzinach owcy Dolly, w 2000 doniesiono o sklonowaniu gaura, wykorzystując oocyty krów (ich wspólny przodek żył 1,5–3 miliony lat temu).

## Etyka transferu jądrowego w odniesieniu do klonowania zwierząt
Techniki otrzymywania klonów zwierząt są mało wydajne, wiążą się z przeprowadzaniem wielu prób, mogą w ich wyniku narodzić się zwierzęta z różnymi nieprawidłowościami rozwojowymi. Z naukowej perspektywy są to trudności, które prawdopodobnie w przyszłości będzie można pokonać. Konsekwencjonaliści utrzymują, że należy rozważyć stosunek korzyści wynikających z klonowania zwierząt do możliwego zadawania w ten sposób bólu i cierpienia. Zwolennicy tego typu eksperymentów twierdzą, że pod względem zadawania bólu zwierzętom takie praktyki nie różnią się od innych standardowo wykorzystywanych np. w rolnictwie. W związku z tym ewentualnie cierpienie zwierząt spowodowane klonowaniem nie różni się od cierpienia zadawanego w tradycyjnych dziedzinach, gdzie od tysiącleci wykorzystywane są zwierzęta, więc też nie powinno tworzyć się odmiennych, bardziej restrykcyjnych standardów w dziedzinie klonowania. Jednak takie podejście zakłada, że zadawanie cierpienia zwierzętom związane z tradycyjnymi obszarami wykorzystywania zwierząt jest moralnie akceptowalne i istnieje społeczne przyzwolenie na takie praktyki.
Z jednej strony niektórzy eksperci uważają, że dzięki transferowi jądrowemu i klonowaniu można uratować pewne gatunki zwierząt od wyginięcia lub nawet przywrócić do życia. Z drugiej strony taka populacja identycznych lub bardzo podobnych do siebie osobników pod względem genetycznym (bez zmienności genetycznej) nadal byłaby bardzo narażona na wyginięcie, a poza tym mogłaby nie odnaleźć swojej niszy ekologicznej i być skazana na życie w niewoli. Niektórzy przeciwnicy kwestionują w ogóle sens przywracania do życia wymarłych zwierząt, sprzeciwiają się możliwości klonowania zwierząt domowych. Uznają to za marnowanie zasobów finansowych i intelektualnych, biorąc pod uwagę, ile zwierząt czeka na adopcję w schroniskach. Klonowanie może jednak pomóc rozpowszechnić szczególnie wartościowe cechy zwierząt wykorzystywanych w służbie człowiekowi, np. psów przewodników, psów potrafiących wykryć narkotyki czy materiały wybuchowe, psów obronnych, pasterskich. Wytrenowanie zwierząt do takich specjalnych zadań jest trudne, czasochłonne, kosztowne, a klonowanie pozwala uzyskać osobniki z wrodzonymi predyspozycjami. 
Jednym z deontologicznych argumentów przeciw tego typu praktykom na zwierzętach jest zarzut ingerowania w naturalny porządek rzeczy. Transfer jądrowy, klonowanie może być nienaturalne w tym sensie, że ssaki w taki sposób naturalnie się nie rozmnażają. Zakłada się w ten sposób, że to, co naturalne jest etyczne, a to, co nienaturalne – nieetyczne. Tymczasem ludzie, stanowiąc część natury, ingerują w naturę z uzasadnionych moralnie przyczyn. Przykładowo przeszczepianie narządów jest równie nienaturalne jak przeczepianie materiału genetycznego, a jednak przez większość ludzi jest pod względem etycznym w pełni akceptowalne.
Kolejnym argumentem deontologicznym jest zarzut „zabawy w Boga” odwołujący się do biblijnego aktu stworzenia. Klonowanie zwierząt ma być niemoralne, ponieważ tylko Bóg ma prawo tworzyć życie i je zabierać. Inne podejście zakłada z kolei, że możliwość zdobycia umiejętności klonowania przez człowieka jest darem od Boga, aby zmieniać ludzkość i świat na lepsze. 

## Terapia komórkowa i aspekty etyczne
Uzyskanie w 1998 dłuższej proliferacji ludzkich zarodkowych komórek macierzystych z blastocyst wzbudziło nadzieję, że w przyszłości, z wykorzystaniem techniki transferu jądrowego, sklonowane ludzkie embriony będzie można wykorzystać w terapii komórkowej. Mogłyby być źródłem komórek, tkanek lub nawet całych organów, które można by podmienić lub z ich pomocą zregenerować te u chorych bądź starzejących się pacjentów. Przeszczepiany materiał biologiczny miałby taki sam materiał genetyczny jak pacjent (poza mitochondrialnym DNA), dlatego w dużym stopniu rozwiązany byłby problem niezgodności immunologicznej i odrzucenia z tego powodu przeszczepu.
Wykorzystanie jednak takich technik w terapii wydaje się być bardzo odległe, ponieważ nie używa się jeszcze ich nawet w eksperymentach na zwierzętach. Jest to zatem bardziej „klonowanie badawcze”. Wzbudza ono wiele wątpliwości etycznych, wiąże się z niszczeniem ludzkich embrionów. 
Artykuł 18 Konwencji o prawach człowieka i biomedycynie opracowany przez Radę Europy zakazuje tworzenia ludzkich embrionów do celów badawczych. Tymczasem nie ma jednolitej definicji embrionu wśród krajów członkowskich Unii Europejskiej. W niektórych krajach występuje pojęcie preembrionu (do 14 dnia rozwoju), w związku z czym zapis w konwencji interpretowany jest w ten sposób, że nie zakazuje on klonowania terapeutycznego. Stoi to w zgodności z artykułem 3 Kartą praw podstawowych UE, gdzie wprost wyrażony jest zakaz klonowania reprodukcyjnego człowieka, ale nie terapeutycznego. Według stanu na 2018 nadal nie osiągnięto wśród państw członkowskich Rady Europy konsensusu w sprawie natury i statusu prawnego zarodków ludzkich.
Proponowana jest zmodyfikowana metoda uzyskania pluripotencjalnych komórek macierzystych, która nie wiązałaby się z niszczeniem ludzkich zarodków, rozwiązując w ten sposób zastrzeżenia natury etycznej. Metoda altered nuclear transfer (ANT) zakłada zmodyfikowanie jądra komórkowego (somatycznego DNA) lub cytoplazmy oocytu w taki sposób, aby powstała po transferze jądrowym komórka hybrydowa bezsprzecznie nie stanowiła embrionu, nie miała potencjału rozwoju w zarodek, a jednocześnie mogła generować pluripotencjalne komórki macierzyste. Powstała linia komórkowa tworzyłaby jedynie zdezorganizowane zbiorowisko komórek.
Dyskusja o zakazie klonowania terapeutycznego może wkrótce okazać się bezcelowa. W 2006 opracowano metodę otrzymywania indukowanych pluripotencjalnych komórek macierzystych (komórki iPS), a w 2007 ludzkie dojrzałe komórki somatyczne udało się reprogramować do stanu pluripotencjalnego. Od tej pory naukowcy potrafią tworzyć ludzkie komórki macierzyste do celów badawczych i potencjalnie w przyszłości terapeutycznych, nie będąc uzależnionymi od dostępności ludzkich embrionów. Komórki iPS same w sobie nie mają potencjału, by rozwinąć się w istotę ludzką, dlatego nie spełniają definicji embrionu. Dają więc również prawnie akceptowalną alternatywę dla klonowania terapeutycznego.

## Bezpieczeństwo żywności
Technikę transferu jądrowego wykorzystuje się zarówno w klonowaniu zwierząt, jak i w uzyskiwaniu zwierząt genetycznie modyfikowanych. Czasami w mediach mylone jest klonowanie z inżynierią genetyczną. Tymczasem zagadnienia te wymagają odmiennego podejścia do regulacji w związku z potencjalnymi zagrożeniami. W przypadku zwierząt gospodarskich klonowanie stosuje się przede wszystkim w celu rozpowszechnienia naturalnie występującej pożądanej cechy w sposób szybszy niż poprzez konwencjonalną hodowlę. Środowiska naukowe z USA i Europy (m.in. Agencja Żywności i Leków) zgadzają się, że spożycie mięsa i mleka pozyskanego ze sklonowanych zwierząt i ich potomstwa jest bezpieczne dla ludzi i zwierząt. Nie rozwiewa to jednak wszystkich obaw społeczeństwa dotyczących takiej żywności, a przezwyciężeniu ich nie sprzyja fakt, że przeprowadzono stosunkowo niewiele badań w tym kierunku. 